# 張仲炘
张仲炘（?—?），字慕京，号次珊，又号瞻园。湖北江夏（今屬武汉）人。清末政治人物。

## 生平
张仲炘为同治六年（1867年）云贵总督张凯嵩之子。光绪三年（1877年）二甲第七十七名进士；光绪三年五月，改翰林院庶吉士。光绪六年四月，散館后，授翰林院編修。光緒十九年(1893年)，由编修補授江南道監察御史。官至通政司参议。